# Rwimiyaga (Ort)
Rwimiyaga (auch Bugaragara) ist eine Stadt im Distrikt Nyagatare in der Ostprovinz von Ruanda.

## Geographie
Rwimiyaga befindet sich im gleichnamigen Sektor Rwimiyaga des Distrikts Nyagatare. Die Stadt liegt an der Nationalstraße 24, die nach Norden über Ntoma und Matimba bis zum Grenzort Kagitumba führt und nach Süden über Ryabega, Gabiro, Ndatemwa und Rukara bis nach Kayonza.

## Bevölkerung
Die Bevölkerung lag nach der Volkszählung von 2012 bei 12.490. Der gesamte Sektor Rwimiyaga hatte 2012 eine Bevölkerung von 57.527 und 2022 von 82.620.